# Otomops madagascariensis
Otomops madagascariensis — вид кажанів родини молосових.

## Середовище проживання
Цей вид є ендеміком Мадагаскару, де він має роз'єднаний розподілу з півночі до південного заходу острова. Він знаходиться на висоті від 5 м до 800 м над рівнем моря.

## Спосіб життя
Максимальний зареєстрований розмір колонії 97 осіб. Поживою є, головним чином, комахи — Lepidoptera і Coleoptera. Спить у печерах.